# Cikalovka, Verhnodniprovsk
Cikalovka (în ucraineană Чкаловка) este un sat în așezarea urbană Novomîkolaiivka din raionul Verhnodniprovsk, regiunea Dnipropetrovsk, Ucraina.

## Demografie
Componența lingvistică a localității Cikalovka
     Ucraineană (95,04%)
     Rusă (4,96%)
Conform recensământului din 2001, majoritatea populației localității Cikalovka era vorbitoare de ucraineană (95,04%), existând în minoritate și vorbitori de rusă (4,96%).